# Escrime aux Jeux asiatiques de 1998
Pour un article plus général, voir Jeux asiatiques de 1998.
Navigation
1994 2002
Les épreuves d’escrime aux Jeux asiatiques de 1998 se déroulent du 9 au 18 décembre 1998 au gymnase de l'université Thammasat. La compétition se déroule en dix épreuves : huit épreuves, individuelles et par équipes et masculines et féminines pour l'épée et le fleuret, et deux épreuves masculines, individuelles et par équipes, pour le sabre.

## Calendrier
| Escrime aux Jeux asiatiques de 1998 | Escrime aux Jeux asiatiques de 1998 | Escrime aux Jeux asiatiques de 1998 | Escrime aux Jeux asiatiques de 1998 | Escrime aux Jeux asiatiques de 1998 | Escrime aux Jeux asiatiques de 1998 | Escrime aux Jeux asiatiques de 1998 | Escrime aux Jeux asiatiques de 1998 | Escrime aux Jeux asiatiques de 1998 | Escrime aux Jeux asiatiques de 1998 | Escrime aux Jeux asiatiques de 1998 | Escrime aux Jeux asiatiques de 1998 | Escrime aux Jeux asiatiques de 1998 | Escrime aux Jeux asiatiques de 1998 | Escrime aux Jeux asiatiques de 1998 | Escrime aux Jeux asiatiques de 1998 |
| Décembre                            | Décembre                            | Décembre                            | 9                                   | 10                                  | 11                                  | 12                                  | 13                                  | 14                                  | 15                                  | 16                                  | 17                                  | 18                                  |                                     |                                     |                                     |
| ----------------------------------- | ----------------------------------- | ----------------------------------- | ----------------------------------- | ----------------------------------- | ----------------------------------- | ----------------------------------- | ----------------------------------- | ----------------------------------- | ----------------------------------- | ----------------------------------- | ----------------------------------- | ----------------------------------- | ----------------------------------- | ----------------------------------- | ----------------------------------- |
|                                     |                                     |                                     | 1                                   | 1                                   | 1                                   | 1                                   | 1                                   | 1                                   | 1                                   | 1                                   | 1                                   | 1                                   |                                     |                                     |                                     |
| Épée individuelle                   | Épée individuelle                   | Épée individuelle                   |                                     |                                     | Femmes                              | Hommes                              |                                     |                                     |                                     |                                     |                                     |                                     |                                     |                                     |                                     |
| Fleuret individuel                  | Fleuret individuel                  | Fleuret individuel                  | Femmes                              | Hommes                              |                                     |                                     |                                     |                                     |                                     |                                     |                                     |                                     |                                     |                                     |                                     |
| Sabre individuel                    | Sabre individuel                    | Sabre individuel                    |                                     |                                     |                                     |                                     | Hommes                              |                                     |                                     |                                     |                                     |                                     |                                     |                                     |                                     |
| Épée par équipes                    | Épée par équipes                    | Épée par équipes                    |                                     |                                     |                                     |                                     |                                     |                                     |                                     | Femmes                              | Hommes                              |                                     |                                     |                                     |                                     |
| Fleuret par équipes                 | Fleuret par équipes                 | Fleuret par équipes                 |                                     |                                     |                                     |                                     |                                     | Femmes                              | Hommes                              |                                     |                                     |                                     |                                     |                                     |                                     |
| Sabre par équipes                   | Sabre par équipes                   | Sabre par équipes                   |                                     |                                     |                                     |                                     |                                     |                                     |                                     |                                     |                                     | Hommes                              |                                     |                                     |                                     |

|  | Jour de compétition |

## Résultats

### Podiums masculins
| Épreuves            | Or                                                                        | Argent                                                                         | Bronze                                                                           |
| ------------------- | ------------------------------------------------------------------------- | ------------------------------------------------------------------------------ | -------------------------------------------------------------------------------- |
| Épée individuelle   | Yang Roy-sung                                                             | Lee Sang-ki                                                                    | Zhao Gang                                                                        |
| Épée par équipes    | Corée du Sud- Choi Yong-chul - Lee Sang-ki - Lee Sang-yup - Yang Roy-sung | Kazakhstan- Alexandr Axenov - Dmitriy Dimov - Alexey Pistsov - Sergey Shabalin | Chine- Dong Zhaozhi - Wang Qibing - Xiao Jian - Zhao Gang                        |
| Fleuret individuel  | Wang Haibin                                                               | Kim Young-ho                                                                   | You Bong-hyung                                                                   |
| Fleuret par équipes | Chine- Dong Zhaozhi - Lin Liang - Liu Yuntao - Wang Haibin                | Japon- Yusuke Aoki - Hiroki Fujii - Hiroki Ichigatani - Naoto Okazaki          | Corée du Sud- Kim Seung-pyo - Kim Woon-sung - Kim Young-ho - You Bong-hyung      |
| Sabre individuel    | Guo Rong                                                                  | Ko Young-tae                                                                   | Zhang Lin                                                                        |
| Sabre par équipes   | Corée du Sud- Kim Doo-hong - Ko Young-tae - Lee Hyun-soo - Seo Seong-jun  | Chine- Guo Rong - Liu Yuntao - Yan Weidong - Zhang Lin                         | Iran- Peyman Fakhri - Mohammad Mirmohammadi - Amir Rahimi - Abbas Sheikholeslami |

### Podiums féminins
| Épreuves            | Or                                                              | Argent                                                                  | Bronze                                                              |
| ------------------- | --------------------------------------------------------------- | ----------------------------------------------------------------------- | ------------------------------------------------------------------- |
| Épée individuelle   | Ko Jung-sun                                                     | Shen Weiwei                                                             | Yang Shaoqi                                                         |
| Épée par équipes    | Chine- Liang Qin - Liang Shuxian - Shen Weiwei - Yang Shaoqi    | Corée du Sud- Kim Kyung-ja - Ko Jung-sun - Lee Keum-nam - Lee Myung-hee | Japon- Yuko Arai - Toshi Obata - Chieko Okada - Remi Shozui         |
| Fleuret individuel  | Xiao Aihua                                                      | Lim Mi-kyung                                                            | Du Yunjie                                                           |
| Fleuret par équipes | Chine- Chun Mi-kyung - Lim Mi-kyung - Kim Dong-im - Lee Tae-hee | Corée du Sud- Du Yunjie - Huang Minna - Wang Huifeng - Xiao Aihua       | Japon- Yuko Arai - Masako Kobayashi - Chieko Okada - Miwako Shimada |

## Tableau des médailles
| Rang  | Nation       | Or | Argent | Bronze | Total |
| ----- | ------------ | -- | ------ | ------ | ----- |
| 1     | Corée du Sud | 5  | 5      | 2      | 12    |
| 2     | Chine        | 5  | 3      | 5      | 13    |
| 3     | Japon        | 0  | 1      | 2      | 3     |
| 4     | Kazakhstan   | 0  | 1      | 0      | 1     |
| 5     | Iran         | 0  | 0      | 1      | 1     |
| Total | Total        | 10 | 10     | 10     | 30    |